# Safjany
Safjany (ukr. Саф'яни) – wieś na Ukrainie, w obwodzie odeskim, w rejonie izmailskim, siedziba hromady. W 2001 liczyła 2793 mieszkańców.